# Маузолеј Јосифа Панчића
Маузолеј Јосифа Панчића се налази на Панчићевом врху на Копаонику, подигнут је 1951. године и рад је архитекте Владимира Владисављевића. Маузолеј је подигнут поводом обележавања педесетогодишњице планинарства у Србији.
Земни остаци српског професора, лекара, планинара, академика и ботачинара светског гласа Јосифа Панчића (1814—1888) и његове жене, у сандуку од Панчићев оморике пренети су и похрањени у овај споменик на Копаонику, где је научник желео да буде сахрањен.
Панчићев маузолеј је први споменик културе изграђен на некој планини у Србији. Споменик је у класицистичком духу, изведен је од копаоничког сивог гранита. Сазидан је као затворени, камени саркофаг. Широк је 2,45m, дугачак 3,60m, а висок 1,65m. Правоугаоне је основе, на тростепеном постаменту, са завршетком у облику двостепеног профилисаног венца и четвороводним кровом.
На северној страни пише:
1814 Јосиф Панчић 1888
На западној:
Остварујући завет Панчићев, преносимо га да одавде вечно почива. Објављујемо и његову поруку упућену српској омладини да ће тек дубоким упознавањем и проучавањем природе наше земље показати каолико воли и поштује своју отаџбину. 7. VII 1951. Српка академија наука, Универзитет у Београду. Планинарски савез НРС
Исте године је највиши врх Копаоника дотле познат као Миланов врх, преименован у Панчићев врх.
Споменик је био веома оштећен током НАТО агресиј 1999. године. Конзерваторско-рестаураторски радови су изведени наредне године. Данас приступ споменику није могућ без посебних најава и одобрења, због тога што се споменик-маузолеј нашао на аднинистративној граници са Косовом и Метохијом, у зони копнене безбедности, која се налази у надлежности КФОР-а.